# Chaos Computer Club France
Le Chaos Computer Club France (CCCF) était un faux groupe de hackers créé en 1989 à Lyon par Jean-Bernard Condat à la demande de l'officier de la DST Jean-Luc Delacour,, dans l'unique but de documenter et de surveiller le piratage informatique en France. Selon le journaliste Jean Guisnel, ce groupe composé d'une centaine d'adolescents aurait travaillé en collaboration avec la gendarmerie.

## Description
Le nom du groupe est largement inspiré de celui du Chaos Computer Club allemand.
La maxime du Chaos Computer Club France (CCCF) était : « Pirater, c'est avoir un regard irrespectueux vis-à-vis de la technologie au quotidien ». Téléphoniquement, le CCCF signait ses messages par 2223, la lettre C étant associée au chiffre 2 sur le cadran téléphonique et la lettre F au chiffre 3.
Le CCCF avait son magazine électronique, le Chaos Digest (ChaosD), dont 73 numéros sont parus entre le 4 janvier 1993 et le 5 août 1993, d'abord de manière hebdomadaire puis quotidienne  (ISSN 1244-4901),,.